# Clarté
Clarté er et politisk socialistisk og kommunistisk tidsskrift og organisation, Clarté blev grundlagt af franskmanden Henri Barbusse i 1919, organisationen havde ud over Frankrig også afdelinger i Tyskland og Argentina. Tidsskriftets afdeling i Frankrig lukkede i 1923, men en afdeling af bladet i Sverige, som var blevet oprettet i 1921 besvarede tidsskriftet.
I Norden blev tidsskriftet Clarté først stiftet i Stockholm i Sverige i 1921, i 1925 fulgte en norsk afdeling efter og i Danmark eksisterede den første afdeling mellem 1925 til 1927, senere i midten af 1930'erne blev afdelingen gendannet og udgav tidsskriftet frem til 1943, hvor afdelingen blev tvunget ud i illegalitet af den tyske besættelsesmagt i Danmark.
I 1945 kommer tidsskriftet i Danmark igen i trykken, denne gang er det en kommunistisk fraktion i Studentersamfundet som er udgiver, først hed tidsskriftet Kommunistiske Studenter, senere i 1947 skiftede de så navn til Clarté.
Frem til slutningen af 1950'erne var tidsskriftet præget af bestyrelsen var partiloyale DKP medlemmer, i november 1957 blev blandt andre Benito Scocozza, Birger Kledal, Peter Schäffer og Erik Jensen indvalgt i bestyrelsen, men efter at den daværende formand Knud Erik Svendsen i 1957 blev ekskluderet fra DKP mistede partiet kontrollen med tidsskriftet og organisationen, DKP genvandt dog denne i slutningen af 1960'erne.
I Danmark blev tidsskriftet nedlagt i begyndelsen af 1980'erne, men i 2006 kom tidsskriftet Det Ny Clarté, udgiverne omtaler sig selv som ”en løs kreds af venstreintellektuelle skribenter fra medieverden, fagbevægelsen, venstrefløjen og kulturlivet". I 2019 overtog Institut for Marxistisk Analyse rettighederne til navnet Clarté, og har siden udgivet sine onlineartikler under dette navn med undertitlen tidsskrift for marxistisk analyse.
I Sverige har bladet med undtagelse af årene 1939 til 1944 overlevet siden 1921, i 1960'erne erklærede organisationen bag bladet sig for en kommunistisk organisation, op gennem 1960'erne og 1970'erne var organisationen den ledende studenterorganisation til venstre for Socialdemokratiet, siden 1980'erne har organisationen oplevet en kraftig nedgang, og har i dag omkring 60 medlemmer og bladet et oplag på omkring 800 eksemplarer.